# Melissa
Melissa este un gen de plante erbacee, perene, originar din regiuni mediteraneene și din Asia Centrală.

## Specii
Roiniță